# 5. Biathlon-Weltcup 2023/24 (Ruhpolding)
Der 5. Weltcup der Biathlonsaison 2023/24 fand im oberbayrischen Ruhpolding statt. Die Wettkämpfe in der Chiemgau-Arena wurden vom 8. bis 14. Januar 2024 ausgetragen.

## Wettkampfprogramm
| Datum        | Männer    | Männer               | Frauen    | Frauen             |
| ------------ | --------- | -------------------- | --------- | ------------------ |
| Mi, 10.01.24 |           |                      | 14:30 Uhr | Staffel (4 × 6 km) |
| Do, 11.01.24 | 14:30 Uhr | Staffel (4 × 7,5 km) |           |                    |
| Fr, 12.01.24 |           |                      | 14:30 Uhr | Sprint (7,5 km)    |
| Sa, 13.01.24 | 14:30 Uhr | Sprint (10 km)       |           |                    |
| So, 14.01.24 | 14:45 Uhr | Verfolgung (12,5 km) | 12:30 Uhr | Verfolgung (10 km) |

## Teilnehmende Nationen und Athleten
| Nation                 | Anzahl               | Athlet | Athletin |
| Europa (24 Nationen)   | Europa (24 Nationen) | Europa (24 Nationen) | Europa (24 Nationen) |
| ---------------------- | -------------------- | --- | --- |
| Belgien                | (4)+1                | César Beauvais, Florent Claude, Thierry Langer, Marek Mackels                                                              | Lotte Lie |
| Bulgarien              | (4)+4                | Wladimir Iliew, Anton Sinapow, Blagoj Todew, Konstantin Wassilew                                                           | Lora Christowa, Walentina Dimitrowa, Daniela Kadewa, Marija Sdrawkowa                                                                |
| Deutschland            | 6+6                  | Benedikt Doll, Philipp Horn, Johannes Kühn, Philipp Nawrath, Roman Rees, Justus Strelow                                    | Janina Hettich-Walz, Hanna Kebinger, Franziska Preuß, Sophia Schneider, Julia Tannheimer, Vanessa Voigt                              |
| Estland                | 4+4                  | Raido Ränkel, Kristo Siimer, Mehis Udam, Rene Zahkna                                                                       | Regina Ermits, Susan Külm, Johanna Talihärm, Tuuli Tomingas                                                                          |
| Finnland               | 4+4                  | Arttu Heikkinen, Olli Hiidensalo, Otto Invenius, Heikki Laitinen                                                           | Noora Kaisa Keränen, Venla Lehtonen, Sonja Leinamo, Suvi Minkkinen                                                                   |
| Frankreich             | 6+6                  | Fabien Claude, Quentin Fillon Maillet, Émilien Jacquelin, Valentin Lejeune, Oscar Lombardot, Éric Perrot                   | Justine Braisaz-Bouchet, Sophie Chauveau, Lou Jeanmonnot, Océane Michelon, Jeanne Richard, Julia Simon                               |
| Grönland               | 1                    | | Ukaleq Astri Slettemark |
| Italien                | 5+6                  | Didier Bionaz, Patrick Braunhofer, Tommaso Giacomel, Lukas Hofer, Elia Zeni                                                | Hannah Auchentaller, Michela Carrara, Samuela Comola, Rebecca Passler, Beatrice Trabucchi, Lisa Vittozzi                             |
| Kroatien               | 2+1                  | Krešimir Crnković, Matija Legović                                                                                          | Anika Kožica |
| Lettland               | (4)+(4)              | Renārs Birkentāls, Edgars Mise, Aleksandrs Patrijuks, Andrejs Rastorgujevs                                                 | Baiba Bendika, Sandra Buliņa, Sanita Buliņa, Annija Sabule                                                                           |
| Litauen                | 4+3                  | Maksim Fomin, Tomas Kaukėnas, Jokūbas Mačkinė, Vytautas Strolia                                                            | Natalija Kočergina, Judita Traubaitė, Lidia Žurauskaitė                                                                              |
| Moldau                 | (4)+3                | Pawel Magasejew, Maxim Makarow, Andrei Ussow, Michail Ussow                                                                | Alla Ghilenko, Aljona Makarowa, Alina Stremous                                                                                       |
| Norwegen               | 6+5                  | Johannes Thingnes Bø, Tarjei Bø, Vetle Sjåstad Christiansen, Johannes Dale-Skjevdal, Sturla Holm Lægreid, Endre Strømsheim | Juni Arnekleiv, Maren Kirkeeide, Karoline Offigstad Knotten, Marit Ishol Skogan, Ingrid Landmark Tandrevold                          |
| Österreich             | 5+5                  | Simon Eder, David Komatz, Felix Leitner, Magnus Oberhauser, Dominic Unterweger                                             | Anna Gandler, Lisa Hauser, Anna Juppe, Tamara Steiner, Dunja Zdouc                                                                   |
| Polen                  | 4+4                  | Konrad Badacz, Jan Guńka, Kacper Guńka, Marcin Zawół                                                                       | Daria Gembicka, Joanna Jakieła, Anna Mąka, Natalia Sidorowicz                                                                        |
| Rumänien               | 4+3                  | George Buta, George Colțea, Raul Flore, Dmitri Schamajew                                                                   | Andreea Mezdrea, Anastassija Tolmatschowa, Jelena Tschirkowa                                                                         |
| Schweden               | 6+6                  | Viktor Brandt, Peppe Femling, Jesper Nelin, Emil Nykvist, Martin Ponsiluoma, Sebastian Samuelsson                          | Sara Andersson, Mona Brorsson, Anna Magnusson, Elvira Öberg, Hanna Öberg, Linn Persson                                               |
| Schweiz                | 5+5                  | Sandro Bovisi, Joscha Burkhalter, Jeremy Finello, Niklas Hartweg, Sebastian Stalder                                        | Amy Baserga, Aita Gasparin, Elisa Gasparin, Lena Häcki-Groß, Lea Meier                                                               |
| Slowakei               | 1+4                  | Tomáš Sklenárik | Ema Kapustová, Júlia Machyniaková, Mária Remeňova, Zuzana Remeňová                                                                   |
| Slowenien              | 4+4                  | Miha Dovžan, Jakov Fak, Lovro Planko, Toni Vidmar                                                                          | Polona Klemenčič, Živa Klemenčič, Anamarija Lampič, Lena Repinc                                                                      |
| Spanien                | 1                    | Roberto Piqueras | |
| Tschechien             | 5+4                  | Vítězslav Hornig, Michal Krčmář, Jonáš Mareček, Tomáš Mikyska, Jakub Štvrtecký                                             | Lucie Charvátová, Markéta Davidová, Jessica Jislová, Tereza Voborníková                                                              |
| Ukraine                | (7)+(7)              | Anton Dudtschenko, Taras Lessjuk, Witalij Mandsyn, Denys Nassyko, Dmytro Pidrutschnyj, Artem Pryma, Artem Tyschtschenko    | Nadija Bjelkina, Olena Horodna, Chrystyna Dmytrenko, Julija Dschyma, Ljubow Kypjatschenkowa, Anastassija Merkuschyna, Iryna Petrenko |
| Vereinigtes Königreich | 1                    | Marcus Bolin Webb | |
| Amerika (2 Nationen)   |                      | | |
| Kanada                 | 4+4                  | Christian Gow, Trevor Kiers, Logan Pletz, Adam Runnalls                                                                    | Emily Dickson, Emma Lunder, Nadia Moser, Benita Peiffer                                                                              |
| Vereinigte Staaten     | 4+4                  | Vincent Bonacci, Jake Brown, Sean Doherty, Campbell Wright                                                                 | Kelsey Dickinson, Jackie Garso, Deedra Irwin, Chloe Levins                                                                           |
| Asien (3 Nationen)     |                      | | |
| Japan                  | 3+2                  | Kiyomasa Ojima, Mikito Tachizaki, Masaharu Yamamoto                                                                        | Hikaru Fukuda, Aoi Sato |
| Kasachstan             | (4)+(4)              | Nikita Akimow, Ässet Düissenow, Wladislaw Kirejew, Alexander Muchin                                                        | Polina Jegorowa, Anastassija Kondratjewa, Olga Poltaranina, Galina Wischnewskaja-Scheporenko                                         |
| Südkorea               | (4)+2                | Choi Du-jin, Timofei Lapschin, Alexander Starodubez, Kang Yoon-jae                                                         | Jekaterina Awwakumowa, Ko Eun-jung                                                                                                   |
| Ozeanien (1 Nation)    |                      | | |
| Australien             | 1                    | | Darcie Morton |

## Ausgangslage
Als Führende des Gesamtweltcups gingen auch in Ruhpolding Johannes Thingnes Bø und Justine Braisaz-Bouchet an den Start.
In den „großen“ nicht deutschsprachigen Teams gab es wenige Änderungen. Wie geplant, startete Vetle Sjåstad Christiansen wieder und stieß damit Johan-Olav Botn wieder aus der Mannschaft, bei den Frauen war Maren Kirkeeide zurück und ersetzte Marthe Kråkstad Johansen und Karoline Erdal, der sechste Startplatz wurde nicht belegt. Bei den französischen Herren startete Antonin Guigonnat nach ungenügenden Leistungen erstmals seit Februar 2020 im IBU-Cup, dafür kam Oscar Lombardot. Den sechsten Startplatz erhielt Debütant Valentin Lejeune. Währenddessen entschied sich Chloé Chevalier dazu, ihre Karriere zunächst auf unbestimmte Zeit ruhen zu lassen, Tilda Johansson beendete ihre Saison wegen gesundheitlicher Probleme vorzeitig.
Alexander Starodubez bestritt mit dem Staffelbewerb erstmals seit der WM 2017 wieder ein Weltcuprennen, Nadija Bjelkina mit dem Sprint erstmals seit Anfang 2020.
In den deutschsprachigen Mannschaften gab es mit einer Ausnahme keine Änderungen im Athletenaufgebot. Selina Grotian startete jedoch nicht in Ruhpolding, an ihre Stelle rückte nach ihren Erfolgen im IBU-Cup die noch um ein Jahr jüngere Weltcupdebütantin Julia Tannheimer. Mit Anna Weidel beendete eine weitere Athletin während des Winters ihre Saison.

## Ergebnisse
| 5. Weltcup in Ruhpolding, 8. bis 14. Januar 2024 | 5. Weltcup in Ruhpolding, 8. bis 14. Januar 2024 | 5. Weltcup in Ruhpolding, 8. bis 14. Januar 2024                                        | 5. Weltcup in Ruhpolding, 8. bis 14. Januar 2024                      | 5. Weltcup in Ruhpolding, 8. bis 14. Januar 2024                               |
| ------------------------------------------------ | ------------------------------------------------ | --------------------------------------------------------------------------------------- | --------------------------------------------------------------------- | ------------------------------------------------------------------------------ |
| Datum                                            | Disziplin                                        | Erster Platz                                                                            | Zweiter Platz                                                         | Dritter Platz                                                                  |
| 10. Januar 2024 (Mi.)                            | Staffel (4 × 6 km)                               | FrankreichLou Jeanmonnot Jeanne Richard Sophie Chauveau Julia Simon                     | SchwedenAnna Magnusson Linn Persson Mona Brorsson Elvira Öberg        | DeutschlandJanina Hettich-Walz Sophia Schneider Franziska Preuß Hanna Kebinger |
| 11. Januar 2024 (Do.)                            | Staffel (4 × 7,5 km)                             | NorwegenSturla Holm Lægreid Johannes Dale-Skjevdal Tarjei Bø Vetle Sjåstad Christiansen | DeutschlandJustus Strelow Johannes Kühn Benedikt Doll Philipp Nawrath | ItalienElia Zeni Didier Bionaz Lukas Hofer Tommaso Giacomel                    |
| 12. Januar 2024 (Fr.)                            | Sprint (7,5 km)                                  | Ingrid Landmark Tandrevold                                                              | Mona Brorsson                                                         | Lisa Vittozzi                                                                  |
| 13. Januar 2024 (Sa.)                            | Sprint (10 km)                                   | Vetle Sjåstad Christiansen                                                              | Tommaso Giacomel                                                      | Tarjei Bø                                                                      |
| 14. Januar 2024 (So.)                            | Verfolgung (10 km)                               | Lisa Vittozzi                                                                           | Ingrid Landmark Tandrevold                                            | Juni Arnekleiv                                                                 |
| 14. Januar 2024 (So.)                            | Verfolgung (12,5 km)                             | Johannes Dale-Skjevdal                                                                  | Vetle Sjåstad Christiansen                                            | Johannes Thingnes Bø                                                           |

## Verlauf

### Staffel

#### Frauen
Start: Mittwoch, 10. Januar 2024, 14:30 Uhr
| Platz | Land        | Sportler                                                                                | Zeit        | Strafrunden + Nachlader         |
| ----- | ----------- | --------------------------------------------------------------------------------------- | ----------- | ------------------------------- |
| 1     | Frankreich  | Lou Jeanmonnot Jeanne Richard Sophie Chauveau Julia Simon                               | 1:08:44,5 h | 0+1 0+0 0+0 0+1 0+1 0+0         |
| 2     | Schweden    | Anna Magnusson Linn Persson Mona Brorsson Elvira Öberg                                  | +8,7        | 0+0 0+0 0+1 0+0 0+0 0+0 0+2 0+0 |
| 3     | Deutschland | Janina Hettich-Walz Sophia Schneider Franziska Preuß Hanna Kebinger                     | +46,7       | 0+0 0+2 0+0 0+0 0+0 0+1         |
| 4     | Schweiz     | Elisa Gasparin Lena Häcki-Groß Aita Gasparin Amy Baserga                                | +1:22,3     | 0+2 0+1 0+0 0+2 0+1 0+1 0+0 0+0 |
| 5     | Ukraine     | Iryna Petrenko Julija Dschyma Anastassija Merkuschyna Chrystyna Dmytrenko               | +1:36,1     | 0+0 0+0 0+2 0+1 0+0 0+1         |
| 6     | Italien     | Samuela Comola Lisa Vittozzi Rebecca Passler Michela Carrara                            | +1:40,7     | 0+2 0+0 0+0 0+2 0+0 0+3         |
| 7     | Tschechien  | Tereza Voborníková Lucie Charvátová Markéta Davidová Jessica Jislová                    | +2:33,1     | 0+2 0+0 0+0 0+2 0+0 0+3 0+0 0+1 |
| 8     | Österreich  | Lisa Hauser Anna Gandler Anna Juppe Dunja Zdouc                                         | +2:37,5     | 0+1 0+2 0+2 0+0 0+0 0+0 0+1 0+1 |
| 9     | Slowenien   | Lena Repinc Polona Klemenčič Živa Klemenčič Anamarija Lampič                            | +3:09,5     | 0+0 0+1 0+1 0+0 0+0 0+3         |
| 10    | Norwegen    | Marit Ishol Skogan Karoline Offigstad Knotten Juni Arnekleiv Ingrid Landmark Tandrevold | +3:16,0     | 0+0 2+3 0+1 0+0 0+1 0+1 0+0 0+0 |

Gemeldet und am Start: 19 Staffeln
Überrundet: 5

#### Männer
Start: Donnerstag, 11. Januar 2024, 14:30 Uhr
| Platz | Land               | Sportler                                                                        | Zeit        | Strafrunden + Nachlader         |
| ----- | ------------------ | ------------------------------------------------------------------------------- | ----------- | ------------------------------- |
| 1     | Norwegen           | Sturla Holm Lægreid Johannes Dale-Skjevdal Tarjei Bø Vetle Sjåstad Christiansen | 1:09,49,6 h | 0+1 0+1 0+0 0+3 0+0 0+0 0+2 0+1 |
| 2     | Deutschland        | Justus Strelow Johannes Kühn Benedikt Doll Philipp Nawrath                      | +45,0       | 0+1 0+0 0+0 0+1 0+0 2+3 0+1 0+1 |
| 3     | Italien            | Elia Zeni Didier Bionaz Lukas Hofer Tommaso Giacomel                            | +58,7       | 0+2 0+2 0+1 0+2 0+1 0+0 0+1 0+1 |
| 4     | Frankreich         | Éric Perrot Émilien Jacquelin Fabien Claude Quentin Fillon Maillet              | +1:11,0     | 0+1 0+2 0+2 0+1 0+0 1+3 0+0 0+1 |
| 5     | Österreich         | Dominic Unterweger Simon Eder Felix Leitner David Komatz                        | +1:22,8     | 0+0 0+0 0+0 0+1                 |
| 6     | Slowenien          | Miha Dovžan Lovro Planko Jakov Fak Toni Vidmar                                  | +1:23,8     | 0+1 0+0 0+0 0+1 0+0 0+0         |
| 7     | Schweiz            | Joscha Burkhalter Sebastian Stalder Niklas Hartweg Jeremy Finello               | +1:25,8     | 0+2 0+0 0+0 0+1 0+0 0+0 0+2 0+3 |
| 8     | Schweden           | Emil Nykvist Jesper Nelin Martin Ponsiluoma Sebastian Samuelsson                | +2:08,4     | 0+1 0+3 0+1 2+3 0+3 0+0 0+0 0+0 |
| 9     | Tschechien         | Tomáš Mikyska Michal Krčmář Jonáš Mareček Vítězslav Hornig                      | +2:18,2     | 0+0 0+1 0+2 0+1 0+0 1+3 0+0 0+0 |
| 10    | Vereinigte Staaten | Campbell Wright Sean Doherty Jake Brown Vincent Bonacci                         | +2:56,7     | 0+0 0+0 0+0 0+1 2+3 0+3 0+0 0+0 |
| 0     |                    |                                                                                 |             |                                 |
| 16    | Belgien            | Florent Claude Thierry Langer Marek Mackels César Beauvais                      | +4:12,7     | 0+1 0+1 0+0 0+3 0+0 0+1 0+1 0+1 |

Gemeldet und am Start: 23 Staffeln

### Sprint

#### Frauen
Start: Freitag, 12. Januar 2024, 14:30 Uhr
| Platz | Sportler                   | Zeit        | Schießfehler |
| ----- | -------------------------- | ----------- | ------------ |
| 1     | Ingrid Landmark Tandrevold | 19:25,4 min | 0+0          |
| 2     | Mona Brorsson              | +18,2       | 0+0          |
| 3     | Lisa Vittozzi              | +19,0       | 0+0          |
| 4     | Lou Jeanmonnot             | +24,8       | 0+0          |
| 5     | Elvira Öberg               | +33,9       | 2+0          |
| 6     | Janina Hettich-Walz        | +35,0       | 0+0          |
| 7     | Linn Persson               | +35,8       | 0+0          |
| 8     | Lucie Charvátová           | +47,5       | 0+1          |
| 9     | Franziska Preuß            | +51,9       | 0+2          |
| 10    | Julia Simon                | +52,4       | 0+2          |
| 0     |                            |             |              |
| 15    | Julia Tannheimer           | +58,6       | 0+0          |
| 17    | Lena Häcki-Groß            | +1:00,9     | 0+2          |
| 18    | Amy Baserga                | +1:02,8     | 1+0          |
| 28    | Lisa Hauser                | +1:21,2     | 0+1          |
| 30    | Aita Gasparin              | +1:26,9     | 1+0          |
| 31    | Michela Carrara            | +1:28,8     | 1+1          |
| 34    | Lotte Lie                  | +1:38,3     | 1+0          |
| 36    | Vanessa Voigt              | +1:43,0     | 1+1          |
| 36    | Tamara Steiner             | +1:43,0     | 0+0          |
| 39    | Sophia Schneider           | +1:45,9     | 1+1          |
| 41    | Elisa Gasparin             | +1:49,3     | 1+0          |
| 50    | Dunja Zdouc                | +2:00,8     | 0+0          |
| 51    | Anna Gandler               | +2:11,1     | 2+1          |
| 52    | Hanna Kebinger             | +2:11,4     | 2+0          |
| 54    | Samuela Comola             | +2:14,8     | 1+0          |
| 55    | Lea Meier                  | +2:17,7     | 0+1          |
| 56    | Beatrice Trabucchi         | +2:24,5     | 0+1          |
| 62    | Hannah Auchentaller        | +2:43,8     | 1+2          |
| 71    | Anna Juppe                 | +2:58,7     | 1+4          |
| DNS   | Rebecca Passler            |             |              |

Gemeldet: 100
Nicht am Start: 4

#### Männer
Start: Samstag, 13. Januar 2024, 14:30 Uhr
| Platz | Sportler                   | Zeit        | Schießfehler |
| ----- | -------------------------- | ----------- | ------------ |
| 1     | Vetle Sjåstad Christiansen | 22:27,2 min | 0+0          |
| 2     | Tommaso Giacomel           | +16,9       | 1+0          |
| 3     | Tarjei Bø                  | +20,1       | 0+0          |
| 4     | Émilien Jacquelin          | +20,9       | 0+0          |
| 5     | Johannes Dale-Skjevdal     | +23,0       | 0+2          |
| 6     | Justus Strelow             | +33,8       | 0+1          |
| 7     | Sebastian Stalder          | +39,4       | 0+0          |
| 8     | Niklas Hartweg             | +41,8       | 0+1          |
| 9     | Johannes Thingnes Bø       | +43,6       | 1+0          |
| 10    | Sturla Holm Lægreid        | +44,0       | 0+1          |
| 11    | Philipp Horn               | +49,2       | 0+2          |
| 0     |                            |             |              |
| 14    | Philipp Nawrath            | +54,2       | 0+2          |
| 15    | Johannes Kühn              | +55,1       | 0+1          |
| 19    | Benedikt Doll              | +1:04,2     | 1+1          |
| 20    | Didier Bionaz              | +1:05,8     | 1+0          |
| 27    | Simon Eder                 | +1:19,1     | 0+2          |
| 28    | Florent Claude             | +1:19,4     | 0+1          |
| 34    | Patrick Braunhofer         | +1:31,5     | 0+0          |
| 35    | Elia Zeni                  | +1:32,6     | 1+0          |
| 42    | David Komatz               | +1:42,6     | 1+0          |
| 43    | Joscha Burkhalter          | +1:45,5     | 0+1          |
| 45    | Roman Rees                 | +1:48,5     | 1+2          |
| 55    | Jeremy Finello             | +1:59,5     | 1+1          |
| 56    | Thierry Langer             | +2:00,6     | 2+1          |
| 64    | Felix Leitner              | +2:10,3     | 0+1          |
| 69    | Dominic Unterweger         | +2:15,4     | 2+0          |
| 80    | Lukas Hofer                | +2:25,5     | 1+3          |
| 93    | Marek Mackels              | +3:19,4     | 0+3          |
| 94    | Magnus Oberhauser          | +3:21,3     | 2+2          |
| 95    | Sandro Bovisi              | +3:23,3     | 1+2          |

Gemeldet: 106
Nicht am Start: 2

### Verfolgung

#### Frauen
Start: Sonntag, 14. Januar 2024, 12:30 Uhr
| Platz | Sportler                   | Zeit        | Schießfehler |
| ----- | -------------------------- | ----------- | ------------ |
| 1     | Lisa Vittozzi              | 30:30,7 min | 1+0+0+0      |
| 2     | Ingrid Landmark Tandrevold | +0,7        | 0+0+1+0      |
| 3     | Juni Arnekleiv             | +9,1        | 0+0+0+0      |
| 4     | Lou Jeanmonnot             | +31,1       | 1+0+1+0      |
| 5     | Lena Häcki-Groß            | +43,2       | 1+0+0+1      |
| 6     | Franziska Preuß            | +44,5       | 0+0+1+1      |
| 7     | Justine Braisaz-Bouchet    | +46,2       | 2+1+1+0      |
| 8     | Hanna Öberg                | +52,5       | 0+1+0+0      |
| 9     | Mona Brorsson              | +1:02,4     | 1+0+0+0      |
| 10    | Karoline Offigstad Knotten | +1:05,0     | 0+0+0+0      |
| 0     |                            |             |              |
| 12    | Amy Baserga                | +1:13,5     | 1+0+0+1      |
| 17    | Lisa Hauser                | +1:34,2     | 0+0+0+1      |
| 19    | Vanessa Voigt              | +1:43,2     | 0+1+0+0      |
| 23    | Janina Hettich-Walz        | +2:02,2     | 1+0+1+2      |
| 29    | Aita Gasparin              | +2:20,9     | 0+0+1+1      |
| 32    | Lotte Lie                  | +2:39,4     | 0+1+0+1      |
| 33    | Julia Tannheimer           | +2:41,0     | 1+0+2+1      |
| 36    | Tamara Steiner             | +3:03,9     | 0+0+0+0      |
| 37    | Sophia Schneider           | +3:04,7     | 0+0+1+3      |
| 38    | Samuela Comola             | +3:07,1     | 0+1+0+0      |
| 39    | Anna Gandler               | +3:16,9     | 0+0+1+2      |
| 42    | Elisa Gasparin             | +3:26,9     | 0+0+1+2      |
| 45    | Hanna Kebinger             | +3:40,8     | 0+1+0+0      |
| 51    | Lea Meier                  | +4:22,2     | 1+0+1+2      |
| 52    | Dunja Zdouc                | +4:22,4     | 0+0+1+2      |
| 54    | Michela Carrara            | +4:50,5     | 3+2+2+2      |
| 57    | Beatrice Trabucchi         | +5:45,1     | 2+0+1+0      |

Gemeldet: 60
Nicht am Start: 2

#### Männer
Start: Sonntag, 14. Januar 2024, 14:45 Uhr
| Platz | Sportler                   | Zeit        | Schießfehler |
| ----- | -------------------------- | ----------- | ------------ |
| 1     | Johannes Dale-Skjevdal     | 30:38,0 min | 0+0+2+0      |
| 2     | Vetle Sjåstad Christiansen | +1,7        | 0+0+1+2      |
| 3     | Johannes Thingnes Bø       | +2,4        | 1+0+1+0      |
| 4     | Émilien Jacquelin          | +9,6        | 1+2+0+0      |
| 5     | Justus Strelow             | +14,7       | 0+0+1+0      |
| 6     | Tommaso Giacomel           | +24,1       | 0+2+1+1      |
| 7     | Tarjei Bø                  | +31,9       | 0+0+1+2      |
| 8     | Martin Ponsiluoma          | +34,5       | 1+1+0+2      |
| 9     | Éric Perrot                | +35,1       | 0+2+1+0      |
| 10    | Andrejs Rastorgujevs       | +35,7       | 0+0+0+0      |
| 0     |                            |             |              |
| 15    | Philipp Horn               | +59,7       | 1+2+0+0      |
| 16    | Philipp Nawrath            | +1:00,9     | 0+0+1+3      |
| 19    | Sebastian Stalder          | +1:11,3     | 0+0+0+2      |
| 20    | Niklas Hartweg             | +1:19,4     | 1+1+1+1      |
| 21    | Simon Eder                 | +1:27,3     | 0+0+0+0      |
| 22    | Florent Claude             | +1:35,0     | 0+0+1+1      |
| 25    | Johannes Kühn              | +1:47,1     | 0+1+1+3      |
| 26    | Elia Zeni                  | +1:48,8     | 0+1+0+0      |
| 28    | Benedikt Doll              | +1:54,2     | 0+1+4+0      |
| 30    | Patrick Braunhofer         | +1:55,5     | 0+0+0+1      |
| 32    | Didier Bionaz              | +2:09,6     | 0+1+2+2      |
| 35    | Joscha Burkhalter          | +2:31,7     | 0+0+2+0      |
| 45    | Thierry Langer             | +2:59,7     | 1+0+0+2      |
| 50    | David Komatz               | +3:49,2     | 0+2+0+0      |
| 54    | Roman Rees                 | +4:21,3     | 2+0+3+1      |
| DNS   | Jeremy Finello             |             |              |

Gemeldet: 60
Nicht am Start: 4

## Auswirkungen auf den Gesamtweltcup
| Rang | Name                       | Punkte | Siege | Verän- derung |
| ---- | -------------------------- | ------ | ----- | ------------- |
| 1    | Johannes Thingnes Bø       | 671    | 3     |               |
| 2    | Tarjei Bø                  | 593    | 1     |               |
| 3    | Johannes Dale-Skjevdal     | 589    | 1     |               |
| 4    | Sturla Holm Lægreid        | 509    | 0     |               |
| 5    | Endre Strømsheim           | 505    | 1     |               |
| 6    | Vetle Sjåstad Christiansen | 452    | 1     |               |
| 7    | Benedikt Doll              | 440    | 2     |               |
| 8    | Martin Ponsiluoma          | 404    | 0     |               |
| 9    | Philipp Nawrath            | 401    | 1     |               |
| 10   | Tommaso Giacomel           | 389    | 0     |               |

| Rang | Name                       | Punkte | Siege | Verän- derung |
| ---- | -------------------------- | ------ | ----- | ------------- |
| 1    | Ingrid Landmark Tandrevold | 666    | 2     |               |
| 2    | Justine Braisaz-Bouchet    | 657    | 4     |               |
| 3    | Lisa Vittozzi              | 606    | 2     |               |
| 4    | Elvira Öberg               | 541    | 1     |               |
| 5    | Franziska Preuß            | 505    | 0     |               |
| 6    | Julia Simon                | 497    | 1     |               |
| 7    | Lou Jeanmonnot             | 455    | 2     |               |
| 8    | Karoline Offigstad Knotten | 437    | 0     |               |
| 9    | Lena Häcki-Groß            | 409    | 0     |               |
| 10   | Vanessa Voigt              | 375    | 0     |               |

## Debütanten
Folgende Athleten nahmen zum ersten Mal an einem Biathlon-Weltcup teil. Dabei kann es sich sowohl um Individualrennen, als auch um Staffelrennen handeln.
| Männer               | Frauen           |
| -------------------- | ---------------- |
| Valentin Lejeune     | Julia Tannheimer |
| Arttu Heikkinen      |                  |
| Kacper Guńka         |                  |
| Kang Yoon-jae        |                  |
| ( Marcus Bolin Webb) |                  |

Webb nahm bereits an den Weltmeisterschaften 2023 teil und ist deshalb hier in Klammern geführt.